# Podnoszenie ciężarów na Letnich Igrzyskach Olimpijskich Młodzieży 2010 – kategoria poniżej 56 kilogramów chłopców
Zawody chłopców w kategorii poniżej 56 kilogramów w podnoszeniu ciężarów na Letnich Igrzyskach Olimpijskich Młodzieży 2010 odbyły się 15 sierpnia w Toa Payoh Sports Hall w Singapurze.

## Wyniki
| Rk | Zawodnik           | Grupa | Waga ciała | Rwanie (kg) | Rwanie (kg) | Rwanie (kg) | Rwanie (kg) | Podnoszenie (kg) | Podnoszenie (kg) | Podnoszenie (kg) | Podnoszenie (kg) | Razem (kg) |
| Rk | Zawodnik           | Grupa | Waga ciała | 1           | 2           | 3           | Res         | 1                | 2                | 3                | Res              | Razem (kg) |
| -- | ------------------ | ----- | ---------- | ----------- | ----------- | ----------- | ----------- | ---------------- | ---------------- | ---------------- | ---------------- | ---------- |
|    | Thạch Kim Tuấn     | A     | 55.40      | 110         | 114         | 116         | 116         | 134              | 139              | 140              | 140              | 256        |
|    | Xie Jiawu          | A     | 55.83      | 108         | 113         | 117         | 117         | 132              | 137              | 140              | 137              | 254        |
|    | Smbat Margarian    | A     | 55.95      | 105         | 105         | 108         | 108         | 135              | 149              | 149              | 135              | 243        |
| 4  | Artjoms Žerebkovs  | A     | 55.67      | 94          | 98          | 98          | 98          | 122              | 127              | 128              | 128              | 226        |
| 5  | Florin Croitoru    | A     | 55.63      | 98          | 103         | 103         | 103         | 119              | 122              | 125              | 122              | 225        |
| 6  | Juan Prado         | A     | 55.85      | 98          | 98          | 100         | 100         | 118              | 118              | 123              | 118              | 218        |
| 7  | Ihtiyor Matkerimov | A     | 55.41      | 90          | 95          | 95          | 95          | 110              | 115              | 120              | 120              | 215        |
| 8  | Karem Ben Hnia     | A     | 55.31      | 91          | 96          | 96          | 96          | 118              | 122              | 122              | 118              | 214        |
| 9  | Elson Brechtefeld  | A     | 55.56      | 87          | 92          | 92          | 92          | 113              | 117              | 117              | 117              | 209        |
| 10 | Phello John Ramela | A     | 55.76      | 85          | 90          | 90          | 85          | 100              | 105              | 105              | 100              | 185        |
| 11 | Amon Shiro         | A     | 53.57      | 45          | 55          | 60          | 55          | 55               | 65               | 65               | 65               | 120        |